# Michel Jobert
Michel Jobert (ur. 11 września 1921 w Meknesie, zm. 25 maja 2002 w Paryżu) – francuski urzędnik państwowy i polityk, sekretarz generalny administracji prezydenckiej oraz minister.

## Życiorys
Urodził się w Maroku, ukończył École libre des sciences politiques w Paryżu. W czasie II wojny światowej dołączył do oddziału spahisów. Brał udział w kampanii włoskiej i lądowaniu w Prowansji, został ranny w pobliżu Belfortu. W 1948 został absolwentem École nationale d’administration. Pracował w Trybunale Obrachunkowym (od 1949 jako audytor, od 1953 jako radca, w 1971 uzyskał rangę głównego radcy). Między 1952 a 1956 jako doradca wchodził w skład gabinetów różnych członków rządu. W latach 1956–1958 kierował gabinetem wysokiego komisarza we Francuskiej Afryce Zachodniej, a od 1959 do 1961 stał na czele gabinetu ministra stanu Roberta Lecourta.
Był bliskim współpracownikiem Georges’a Pompidou jako zastępca dyrektora (1963–1966) i dyrektor (1966–1968) jego gabinetu w okresie pełnienia funkcji premiera. W latach 1969–1973 w trakcie jego prezydentury zajmował stanowisko sekretarza generalnego Pałacu Elizejskiego. Od 1966 do 1973 kierował też radą dyrektorów agencji rządowej ds. leśnictwa (Office national des forêts). Od kwietnia 1973 do maja 1974 sprawował urząd ministra spraw zagranicznych w drugim i trzecim rządzie Pierre’a Messmera. W połowie lat 70. założył centrolewicowe ugrupowanie Mouvement des démocrates. W latach 1974–1984 wydawał miesięcznik „La Lettre de Michel Jobert”. Od maja 1981 do marca 1983 był ministrem stanu oraz ministrem handlu zagranicznego w pierwszym i drugim gabinecie Pierre’a Mauroy. Kontynuował później pracę w Trybunale Obrachunkowych, w 1990 został adwokatem w ramach paryskiej palestry.
Autor publikacji książkowych, m.in. Mémoires d’avenir (1974). Odznaczony Legią Honorową III klasy.